# Corps ciliaire

Schéma de l'œil, avec le corps ciliaire en (15)

Le corps ciliaire est la portion antérieure de la choroïde sur laquelle est attachée le cristallin, par l’intermédiaire des ligaments suspenseurs (ou zonules). 
Sur la face postérieure du corps ciliaire se trouvent les procès ciliaires qui sécrètent l'humeur aqueuse.
Sur le corps ciliaire s'attache une série de fibres appelée la zonule de Zinn. 
La zonule de Zinn maintient en place le cristallin. Elle contient le muscle ciliaire, un muscle lisse qui permet l'accommodation par une action coordonnée de ses deux composantes. 